# Ennevelin

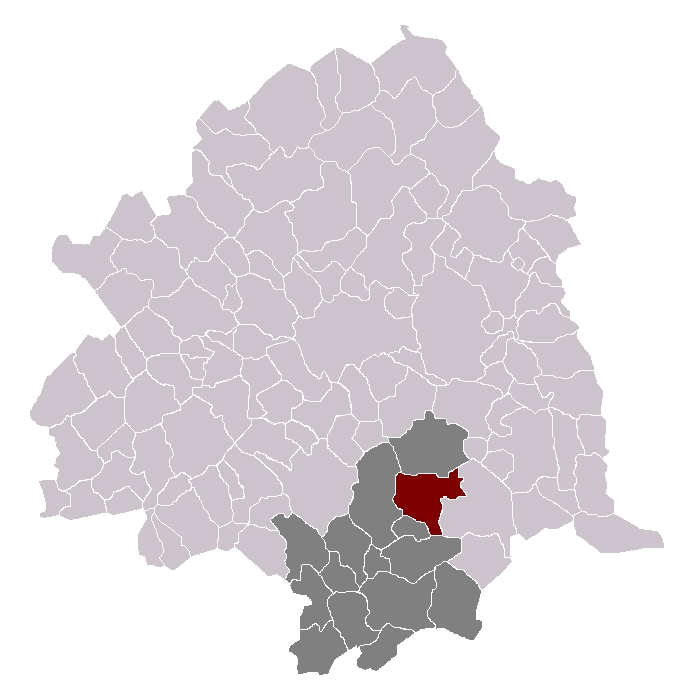
Ubicació d'Ennevelin dins el cantó i el districte

Ennevelin és un municipi francès, situat a la regió dels Alts de França, al departament del Nord. L'any 2006 tenia 2.181 habitants. Limita al nord amb Fretin, a l'oest amb Avelin, a l'est amb Templeuve-en-Pévèle, al sud-oest amb Pont-à-Marcq i al sud amb Mérignies.

## Demografia
| 1962                                       | 1968  | 1975  | 1982  | 1990  | 1999  | 2006  |
| ------------------------------------------ | ----- | ----- | ----- | ----- | ----- | ----- |
| 1.071                                      | 1.078 | 1.210 | 1.474 | 1.792 | 1.973 | 2.181 |
| Des de 1962: població sense dobles comptes |       |       |       |       |       |       |

## Administració
| Període   | Identitat           | Partit |
| --------- | ------------------- | ------ |
| 1984-2004 | Daniel Devendeville |        |
| 2004-2008 | Michel Dupont       |        |
| 2008-     | Alain Vallaeys      |        |